# Queraderiger Milchling
Der Queraderige Milchling (Lactarius acerrimus) ist eine Pilzart aus der Familie der Täublingsverwandten (Russulaceae). Er ist ein mittelgroßer bis ziemlich großer Milchling, der einen festen und scharf schmeckenden Fruchtkörper hat. Der vage gezonte, gelblich-braune Hut ist oft unregelmäßig verbogen und die Lamellen sind in Stielnähe stark queradrig verbunden. Außerdem besitzt er zweisporige Basidien, ein unter den europäischen Milchlingen einzigartiges Merkmal. Der relativ seltene und ungenießbare Milchling kommt unter Eichen auf kalkhaltigen Böden vor, die Fruchtkörper erscheinen zwischen Juni und Oktober.

## Merkmale

### Makroskopische Merkmale
Der Hut ist 5–12 (–15) cm breit, jung gewölbt, später mehr oder weniger flach ausgebreitet und in der Mitte genabelt. Im Alter ist er manchmal auch trichterförmig vertieft. Die Oberfläche ist jung fein samtig, matt und verkahlt später zunehmend. Bei Feuchtigkeit ist der cremegelbe bis ockerfarbene Hut sehr schmierig. Die oft etwas hellere Randzone ist mitunter undeutlich ockerrosa gezont. Der Rand ist glatt bis unregelmäßig wellig verbogen und bleibt lange eingebogen.
Die Lamellen sind jung cremefarben, später hell ockerfarben und haben einen deutlichen rosa Schimmer. Sie sind bisweilen gegabelt, breit am Stiel angewachsen oder laufen etwas daran herab. In Stielnähe sind sie wellig gekräuselt und stark queradrig verbunden. Die Lamellenschneiden sind glatt und das Sporenpulver ockergelb mit rosafarbenem Schimmer.
Der kurze, stämmige Stiel ist 2–5 cm lang und 0,8–2 cm dick. Er ist zylindrisch und zur Basis hin etwas verjüngt, ziemlich fest, jung voll und später oft hohl. Die Oberfläche ist jung weißlich und bereift und wird dann kahl. Der Stiel ist ockerfarben oder bisweilen auch bräunlich gefleckt und hat mitunter mehr oder weniger grubige Flecken.
Das scharf schmeckende Fleisch ist weiß und verfärbt sich nicht im Schnitt. Es hat einen angenehmen, obstartigen Geruch. Die weiße Milch ist unveränderlich und schmeckt sehr scharf.

### Mikroskopische Merkmale
Die rundlichen bis elliptischen Sporen sind durchschnittlich 11,0–11,5 µm lang und 9,0–9,5 µm breit. Der Q-Wert (Quotient aus Sporenlänge und -breite) ist 1,1-1,4. Das Sporenornament wird bis zu 1,2 µm hoch und besteht aus zahlreichen, unregelmäßigen Warzen und kurzen, gratigen Rippen, die zwar zum großen Teil miteinander verbunden sind, aber kein richtiges Netz ausbilden. Der Hilarfleck ist bisweilen schwach amyloid.
Die durchweg zweisporigen Basidien sind mehr oder weniger zylindrisch oder leicht keulig bis bauchig und messen 45–60 × 10–13 µm. Die schmal spindelförmigen, zur Spitze hin verjüngten, häufig perlenkettenartig eingeschnürten und manchmal verzweigten Pleuromakrozystiden sind sehr zahlreich und messen 35–53 × 3–7 µm. Die Lamellenschneiden sind steril und tragen zahlreiche, 10–20 (−25) µm lange und 4–6 µm breite, zylindrische bis fast keulige und häufig ein wenig gewundene Parazystiden. Cheilomakrozystiden kommen nur vereinzelt vor. Sie sind zylindrisch, spindelig oder pfriemförmig und etwa 25–45 µm lang und 5–7 µm breit.
Die Huthaut (Pileipellis) ist eine Ixocutis, die aus unregelmäßig verflochtenen und stellenweise auch parallel liegenden, 1–5 µm breiten, gelatinisierten Hyphen oder Hyphenfragmenten besteht.

## Artabgrenzung
Obwohl die Bestimmung von Milchlingen der Sektion Zonarii oft ziemlich schwierig ist, lässt sich der Queraderige Milchling mikroskopisch leicht und sicher identifizieren. Es ist der einzige Milchling, der strikt zweisporige Basidien hat. Außerdem hat er die größten Sporen innerhalb der Gattung. Aber auch rein makroskopisch kann die Art recht sicher bestimmt werden. Er ist ein ziemlich großer Milchling mit einem braun-gelben, unregelmäßig verbogenen Hut, außerdem sind seine Lamellen in Stielnähe stark queradrig verbunden. Zwei ähnliche Milchlinge, die ebenfalls unter Eichen wachsen, sind der Goldflüssige Milchling (Lactarius chrysorrheus) und der Schöne Zonen-Milchling (Lactarius zonarius). Der erstgenannte hat eine sich goldgelb verfärbende Milch und der zweite einen deutlich gezonten Hut. Weitere ähnliche Milchlinge sind der Montane Zonen-Milchling (Lactarius zonarioides) und der Lärchen-Reizker (Lactarius porninsis), die aber beide bei Nadelbäumen wachsen.

## Ökologie
Der Milchling ist wie alle Milchlinge ein Mykorrhizapilz, der zumindest in Deutschland strikt an Eichen gebunden ist. Man findet die leicht wärmeliebende Art daher in neutralen bis kalkreichen Buchen- und Hainbuchen-Eichenwäldern und unter Eichen auch auf Waldwiesen und Lichtungen, an Wald- und Wegrändern und am Rande von Hecken und Halbtrockenrasen. Der Milchling kommt auch in Eichenhainen und Parkanlagen vor.
Er mag frische bis mäßig trockene und gut mit Basen versorgte Böden. Diese sollten relativ nährstoffarm sein. Man findet ihn auf Löss, Mull- und Moder-Rendzinen, Kalkbraunerden, sowie auf Parabraun- und Aueböden über Kalk, Basalt, Mergel, Kies und Sand. Die Fruchtkörper erscheinen von Juni bis Oktober vom Tiefland bis ins Bergland hinein und wachsen oft im feuchten Gras.

## Verbreitung

Verbreitung des Queradrigen Milchlings in Europa. Grün eingefärbt sind Länder, in denen der Milchling nachgewiesen wurde. Grau dargestellt sind Länder ohne Quellen oder Länder außerhalb Europas.

Der Queradrige Milchling ist eine vorwiegend europäische Art, es gibt aber auch Nachweise aus Nordamerika (USA, Mexiko) und Nordafrika (Marokko). In Europa ist der Milchling recht zerstreut verbreitet. Im Westen kommt er in Frankreich, Großbritannien und den Beneluxstaaten vor. Auch auf der Irischen Insel wurde er nachgewiesen. In Mitteleuropa ist er weit, aber sehr zerstreut verbreitet, während er in Nordeuropa selten bis sehr selten ist und dort auf den meisten Roten Listen steht. Auch in Russland und den Baltischen Staaten wurde der Milchling nachgewiesen.
Der Milchling ist in Deutschland in den südlichen und mittleren Bundesländern weit gestreut, scheint jedoch im Norden sehr selten zu sein oder ganz zu fehlen. In Schleswig-Holstein und in Mecklenburg-Vorpommern ist er vom Aussterben bedroht und im Saarland und in Rheinland-Pfalz ist der Milchling stark gefährdet. Auch in Bayern, Nordrhein-Westfalen und Baden-Württemberg ist die Art gefährdet, aber immerhin etwas häufiger. Weil die Art als strikter Eichenbegleiter eine Vorliebe für kalkhaltige und nährstoffarme Böden hat, ist die Art in ihrer Verbreitungmöglichkeit stark eingeschränkt. Der Milchling ist insgesamt in Deutschland sehr zerstreut bis selten. Trotzdem ist er in Mitteleuropa immer noch die häufigste Art der Zonarius-Gruppe. In Deutschland ist der Bestand zwar noch nicht akut gefährdet, jedoch seit Jahren rückläufig, sodass der Milchling auf der Roten Liste als gefährdet (RL 3) eingestuft wird.

## Systematik
Die Art wurde erstmals von Britzelmayr 1893 beschrieben, der den Milchling in Südbayern fand. 1898 stellte Kuntze das Taxon als Lactifluus acerrimus in die Gattung Lactifluus (Pers.) Roussel. Darüber hinaus existieren einige taxonomische Synonyme. Zahlreiche Autoren, darunter Ricken (1915), Rea (1922), Lange (1940), Konrad & Maublanc (1952), Kühner & Romagnesi (1953) haben die Art unter dem Namen Lactarius insulsus Fr. beschrieben. Es ist aber sehr unwahrscheinlich, dass sich das von Fries beschriebene Taxon Lactarius insulsus auf diese Art bezieht. Auch die 1908 von Bataille beschriebene Form Lactarius zonarius var. insulsus ist synonym.
Das lateinische Artattribut (Epitheton) acerrimus (Superlativ von acer) ist eine Anspielung auf die scharfe Milch und lässt sich mit „sehr scharf“ übersetzen.

### Infragenerische Systematik
Der Queradrige Milchling wird von M. Bon in die Sektion Zonarii gestellt. Die Vertreter dieser Sektion haben schmierige und etwas klebrige Hüte, die mehr oder weniger deutlich gezont sind. Der Hut ist gelb, gelbocker oder gelbbraun gefärbt. Die Milch ist weiß und unveränderlich, das Fleisch schmeckt scharf oder bitterlich. Auch bei M. Basso und Heilmann-Clausen steht die Art innerhalb der Untergattung Piperites in der Sektion und Untersektion Zonarii.

## Bedeutung
Wie der wissenschaftliche Name (acerrimus = sehr scharf) schon vermuten lässt, ist der scharf schmeckende Milchling ungenießbar.